# Murcia neglecta
Murcia neglecta är en kvalsterart som först beskrevs av Kulijev 1979.  Murcia neglecta ingår i släktet Murcia och familjen Ceratozetidae. Inga underarter finns listade i Catalogue of Life.